# Bissandougou
Bissandougou és una població del sud-oest de Guinea, a uns 50 km al sud-sud-est de Kankan a la "route nationale n° 1", i a uns 30 km de la sotsprefectura de Tinti-Oulen.
Fou sovint la residència de Samori Turé a partir de 1878. El gener de 1886 Samori estava a Sanankoro (al sud de Bissandougou), i veient que l'exèrcit dels seus germans havia estat desfet pels francesos, va enviar propostes de pau. El comandant Frey va acceptar però va exigir la retirada de les tropes sofes que hi hagués a la riba esquerra del Níger; Samori va donar les ordres i les darreres tropes va repassar el riu a començaments de febrer. El tractat de pau de Kéniebacoro del 25 de març de 1886 (i annex del 16 d'abril de 1886) s'anomena sovint de Bissandougou perquè era la residència de Samori però aquest s'havia desplaçat més al nord, a Kéniebacoro, per tenir notícies més ràpidament dels francesos.
Bissandougou fou cremada pels francesos a les ordres del coronel Archinard el 9 d'abril de 1891, durant les anomenades guerres mandingues.
A l'exterior del perímetre de la vila moderna encara es poden veure les restes de les antigues fortificacions.